# شمروقيات
الشُمروقيات أو فصيلة ثياتيريدي (الاسم العلمي: Thyatirinae)، فُصيلة حشرات عثية من فصيلة عثيات خطافية الطرف. تضم حوالي 200 نوع موصوف. حتى وقت قريب، تعاملت معظم المراجع التصنيفية مع هذه المجموعة كفصيلة منفصلة تُدعى الشمروقية (Thyatiridae).

## التصنيف
- Aethiopsestis
- Achlya
- Betapsestis
- Bycombia
- Camptopsestis
- Ceranemota
- Chaeopsestis
- Chiropsestis
- Cymatophorina
- Demopsestis
- Epipsestis
- Euparyphasma
- Euthyatira
- Gaurena
- Habrona
- Habrosyne
- Hiroshia
- Horipsestis
- Horithyatira
- Hypsidia
- Isopsestis
- Koedfoltos
- Kurama
- Macrothyatira
- Marplena
- Mesopsestis
- Mesothyatira
- Mimopsestis
- Nemacerota
- Neodaruma
- Neoploca
- Nephoploca
- Neotogaria
- Nothoploca
- Ochropacha
- Paragnorima
- Parapsestis
- Polydactylos
- غيتل
- Psidopala
- Pseudothyatira
- Shinploca
- Spica
- Stenopsestis
- Sugitaniella
- Takapsestis
- مروش
- Tetheella
- شمروق
- Toelgyfaloca
- Toxoides
- Wernya